# Schwimmweltmeisterschaften 2001
Die 9. Schwimmweltmeisterschaften fanden vom 16. bis 29. Juli 2001 in Fukuoka statt und wurden vom Weltschwimmverband FINA veranstaltet. Wettkampforte waren die Marine Messe (Schwimmen und Synchronschwimmen), der Fukuoka Prefectural Pool (Kunst- und Turmspringen), das Hakata-no Mori Center (Wasserball Männer), das Nishi-Hallenbad (Wasserball Frauen) sowie der Strand von Momochi (Langdistanzschwimmen). Der Gesamteindruck der Veranstaltung litt unter den insgesamt hohen Kosten für alle Beteiligten sowie den im Stadtgebiet zum Teil recht weit verstreuten Wettkampfstätten, was einer Bewerbung Yokohamas für die WM 2009 abträglich war.
| Medaillenspiegel (Endstand nach 61 Entscheidungen) | Medaillenspiegel (Endstand nach 61 Entscheidungen) | Medaillenspiegel (Endstand nach 61 Entscheidungen) | Medaillenspiegel (Endstand nach 61 Entscheidungen) | Medaillenspiegel (Endstand nach 61 Entscheidungen) | Medaillenspiegel (Endstand nach 61 Entscheidungen) |
| Pl.                                                | Land                                               | G                                                  | S                                                  | B                                                  | Gesamt                                             |
| -------------------------------------------------- | -------------------------------------------------- | -------------------------------------------------- | -------------------------------------------------- | -------------------------------------------------- | -------------------------------------------------- |
| 1                                                  | Australien                                         | 13                                                 | 4                                                  | 6                                                  | 23                                                 |
| 2                                                  | VR China                                           | 10                                                 | 6                                                  | 4                                                  | 20                                                 |
| 3                                                  | USA                                                | 9                                                  | 9                                                  | 8                                                  | 26                                                 |
| 4                                                  | Russland                                           | 6                                                  | 8                                                  | 7                                                  | 21                                                 |
| 5                                                  | Italien                                            | 6                                                  | 2                                                  | 4                                                  | 12                                                 |
| 6                                                  | Deutschland                                        | 4                                                  | 7                                                  | 8                                                  | 19                                                 |
| 7                                                  | Niederlande                                        | 3                                                  | 5                                                  | 1                                                  | 9                                                  |
| 8                                                  | Ukraine                                            | 3                                                  | 1                                                  | 1                                                  | 5                                                  |
| 9                                                  | Schweden                                           | 1                                                  | 3                                                  | 2                                                  | 6                                                  |
| 10                                                 | Großbritannien                                     | 1                                                  | 2                                                  | 4                                                  | 7                                                  |
| 11                                                 | Japan                                              | 1                                                  | 1                                                  | 7                                                  | 9                                                  |
| 12                                                 | Kanada                                             | 1                                                  | 1                                                  | 3                                                  | 5                                                  |
| 13                                                 | Rumänien                                           | 1                                                  | 1                                                  | 2                                                  | 4                                                  |
| 14                                                 | Ungarn                                             | 1                                                  | 1                                                  | 1                                                  | 3                                                  |
| 15                                                 | Spanien                                            | 1                                                  | –                                                  | –                                                  | 1                                                  |
| 16                                                 | Frankreich                                         | –                                                  | 2                                                  | 1                                                  | 3                                                  |
| 17                                                 | Mexiko                                             | –                                                  | 2                                                  | –                                                  | 2                                                  |
| 17                                                 | Österreich                                         | –                                                  | 2                                                  | –                                                  | 2                                                  |
| 19                                                 | Island                                             | –                                                  | 1                                                  | 1                                                  | 2                                                  |
| 20                                                 | Schweiz                                            | –                                                  | 1                                                  | –                                                  | 1                                                  |
| 20                                                 | BR Jugoslawien                                     | –                                                  | 1                                                  | –                                                  | 1                                                  |
| 20                                                 | Polen                                              | –                                                  | 1                                                  | –                                                  | 1                                                  |
| 20                                                 | Costa Rica                                         | –                                                  | 1                                                  | –                                                  | 1                                                  |
| 24                                                 | Südafrika                                          | –                                                  | –                                                  | 1                                                  | 1                                                  |
| Gesamt                                             | Gesamt                                             | 61                                                 | 62                                                 | 61                                                 | 185                                                |

## Schwimmwettkämpfe der Männer

### Freistil

#### 50m Freistil
Finale am 23. Juli
| Platz | Land                   | Athlet                    | Zeit  |
| ----- | ---------------------- | ------------------------- | ----- |
| 1     | Vereinigte Staaten     | Anthony Ervin             | 22,09 |
| 2     | Niederlande            | Pieter van den Hoogenband | 22,16 |
| 3     | Südafrika              | Roland Schoeman           | 22,18 |
|       | Japan                  | Tomohiro Yamanoi          | 22,18 |
| 5     | Australien             | Brett Hawke               | 22,39 |
| 6     | Ukraine                | Wjatscheslaw Schyrschow   | 22,42 |
| 7     | Schweden               | Stefan Nystrand           | 22,44 |
|       | Vereinigtes Königreich | Mark Foster               | 22,44 |

#### 100m Freistil
Finale am 27. Juli
| Platz | Land               | Athlet                    | Zeit  |
| ----- | ------------------ | ------------------------- | ----- |
| 1     | Vereinigte Staaten | Anthony Ervin             | 48,33 |
| 2     | Niederlande        | Pieter van den Hoogenband | 48,43 |
| 3     | Schweden           | Lars Frölander            | 48,79 |
| 4     | Australien         | Ian Thorpe                | 48,81 |
| 5     | Ungarn             | Attila Zubor              | 49,13 |
| 6     | Deutschland        | Torsten Spanneberg        | 49,35 |
| 7     | Australien         | Ashley Callus             | 49,39 |
| 8     | Vereinigte Staaten | Jason Lezak               | 49,51 |

#### 200m Freistil
Finale am 25. Juli
| Platz | Land               | Athlet                    | Zeit         |
| ----- | ------------------ | ------------------------- | ------------ |
| 1     | Australien         | Ian Thorpe                | 1:44,06 (WR) |
| 2     | Niederlande        | Pieter van den Hoogenband | 1:45,81      |
| 3     | Vereinigte Staaten | Klete Keller              | 1:47,10      |
| 4     | Italien            | Emiliano Brembilla        | 1:47,58      |
| 5     | Australien         | Bill Kirby                | 1:48,13      |
| 6     | Dänemark           | Jacob Carstensen          | 1:48,86      |
| 7     | Kanada             | Mark Johnston             | 1:49,39      |
| 8     | Vereinigte Staaten | Scott Goldblatt           | 1:49,54      |

#### 400m Freistil
Finale am 22. Juli
| Platz | Land               | Athlet                | Zeit         |
| ----- | ------------------ | --------------------- | ------------ |
| 1     | Australien         | Ian Thorpe            | 3:40,17 (WR) |
| 2     | Australien         | Grant Hackett         | 3:42,51      |
| 3     | Italien            | Emiliano Brembilla    | 3:45,11      |
| 4     | Italien            | Massimiliano Rosolino | 3:45,41      |
| 5     | Vereinigte Staaten | Chad Carvin           | 3:50,11      |
| 6     | Rumänien           | Dragoș Coman          | 3:50,13      |
| 7     | Griechenland       | Spyridon Gianniotis   | 3:52,09      |
| 8     | Japan              | Shunichi Fujita       | 3:52,11      |

#### 800m Freistil
Finale am 24. Juli
| Platz | Land                   | Athlet          | Zeit         |
| ----- | ---------------------- | --------------- | ------------ |
| 1     | Australien             | Ian Thorpe      | 7:39,16 (WR) |
| 2     | Australien             | Grant Hackett   | 7:40,34      |
| 3     | Vereinigtes Königreich | Graeme Smith    | 7:51,12      |
| 4     | Vereinigte Staaten     | Chris Thompson  | 7:53,95      |
| 5     | Russland               | Alexei Filipez  | 7:56,30      |
| 6     | Italien                | Andrea Righi    | 7:57,69      |
| 7     | Deutschland            | Heiko Hell      | 7:59,47      |
| 8     | Japan                  | Shunichi Fujita | 7:59,57      |

#### 1500m Freistil
Finale am 29. Juli
| Platz | Land                   | Athlet                | Zeit          |
| ----- | ---------------------- | --------------------- | ------------- |
| 1     | Australien             | Grant Hackett         | 14:34,56 (WR) |
| 2     | Vereinigtes Königreich | Graeme Smith          | 14:58,94      |
| 3     | Russland               | Alexei Filipez        | 15:01,43      |
| 4     | Ukraine                | Ihor Tscherwynskyj    | 15:06,13      |
| 5     | Vereinigte Staaten     | Chris Thompson        | 15:07,67      |
| 6     | Italien                | Massimiliano Rosolino | 15:10,54      |
| 7     | Australien             | Craig Stevens         | 15:15,02      |
| 8     | Frankreich             | Nicolas Rostoucher    | 15:18,89      |

### Schmetterling

#### 50m Schmetterling
Finale am 28. Juli
| Platz | Land                   | Athlet          | Zeit  |
| ----- | ---------------------- | --------------- | ----- |
| 1     | Australien             | Geoff Huegill   | 23,50 |
| 2     | Schweden               | Lars Frölander  | 23,57 |
| 3     | Vereinigtes Königreich | Mark Foster     | 23,62 |
| 4     | Südafrika              | Roland Schoeman | 23,76 |
| 5     | Vereinigte Staaten     | Ian Crocker     | 23,85 |
| 6     | Niederlande            | Ewout Holst     | 23,99 |
| 7     | Finnland               | Tero Valimaa    | 24,10 |
| 8     | Deutschland            | Thomas Rupprath | 24,16 |

#### 100m Schmetterling
Finale am 26. Juli
| Platz | Land               | Athlet            | Zeit  |
| ----- | ------------------ | ----------------- | ----- |
| 1     | Schweden           | Lars Frölander    | 52,10 |
| 2     | Vereinigte Staaten | Ian Crocker       | 52,25 |
| 3     | Australien         | Geoff Huegill     | 52,36 |
| 4     | Japan              | Takashi Yamamoto  | 52,56 |
| 5     | Russland           | Wladislaw Kulikow | 52,69 |
| 6     | Kanada             | Michael Mintenko  | 52,82 |
| 7     | Australien         | Michael Klim      | 52,91 |
| 8     | Frankreich         | Franck Esposito   | 53,33 |

#### 200m Schmetterling
Finale am 24. Juli
| Platz | Land               | Athlet            | Zeit         |
| ----- | ------------------ | ----------------- | ------------ |
| 1     | Vereinigte Staaten | Michael Phelps    | 1:54,58 (WR) |
| 2     | Vereinigte Staaten | Tom Malchow       | 1:55,28      |
| 3     | Russland           | Anatoli Poljakow  | 1:55,68      |
| 4     | Frankreich         | Franck Esposito   | 1:55,71      |
| 5     | Japan              | Takashi Yamamoto  | 1:55,84      |
| 6     | Ukraine            | Denys Sylantjew   | 1:56,71      |
| 7     | Australien         | Justin Norris     | 1:57,18      |
| 8     | Puerto Rico        | Andrew Livingston | 1:58,68      |

### Rücken

#### 50m Rücken
Finale am 25. Juli
| Platz | Land               | Athlet                  | Zeit  |
| ----- | ------------------ | ----------------------- | ----- |
| 1     | Vereinigte Staaten | Randall Bal             | 25,34 |
| 2     | Deutschland        | Thomas Rupprath         | 25,44 |
| 3     | Australien         | Matt Welsh              | 25,49 |
| 4     | Deutschland        | Stev Theloke            | 25,69 |
| 5     | Polen              | Mariusz Siembida        | 25,82 |
| 6     | Kanada             | Riley Janes             | 25,98 |
| 7     | Australien         | Joshua Watson           | 26,05 |
| 8     | Ukraine            | Wjatscheslaw Schyrschow | 26,40 |

#### 100m Rücken
Finale am 23. Juli
| Platz | Land               | Athlet          | Zeit  |
| ----- | ------------------ | --------------- | ----- |
| 1     | Australien         | Matt Welsh      | 54,31 |
| 2     | Island             | Örn Arnarson    | 54,75 |
| 3     | Deutschland        | Steffen Driesen | 54,91 |
| 4     | Vereinigte Staaten | Randall Bal     | 54,97 |
| 5     | Österreich         | Markus Rogan    | 55,23 |
| 6     | Ungarn             | Péter Horváth   | 55,43 |
| 7     | Kroatien           | Gordan Kožulj   | 55,60 |
| 8     | Australien         | Joshua Watson   | 55,98 |

#### 200m Rücken
Finale am 27. Juli
| Platz | Land               | Athlet          | Zeit    |
| ----- | ------------------ | --------------- | ------- |
| 1     | Vereinigte Staaten | Aaron Peirsol   | 1:57,13 |
| 2     | Österreich         | Markus Rogan    | 1:58,07 |
| 3     | Island             | Örn Arnarson    | 1:58,37 |
| 4     | Australien         | Matt Welsh      | 1:58,80 |
| 5     | Kroatien           | Gordan Kožulj   | 1:59,23 |
| 6     | Ungarn             | Viktor Bodrogi  | 1:59,74 |
| 7     | Italien            | Emanuele Merisi | 1:59,83 |
| 8     | Israel             | Yoab Gath       | 2:00,09 |

### Brust

#### 50m Brust
Finale am 29. Juli
| Platz | Land                   | Athlet              | Zeit  |
| ----- | ---------------------- | ------------------- | ----- |
| 1     | Ukraine                | Oleh Lissohor       | 27,52 |
| 2     | Russland               | Roman Sludnow       | 27,60 |
| 3     | Italien                | Domenico Fioravanti | 27,72 |
| 4     | Vereinigte Staaten     | Anthony Robinson    | 27,73 |
| 5     | Deutschland            | Mark Warnecke       | 27,93 |
| 6     | Vereinigte Staaten     | Ed Moses            | 28,02 |
| 7     | Vereinigtes Königreich | Darren Mew          | 28,05 |
|       | Vereinigtes Königreich | James Gibson        | DSQ   |

#### 100m Brust
Finale am 24. Juli
| Platz | Land                   | Athlet              | Zeit    |
| ----- | ---------------------- | ------------------- | ------- |
| 1     | Russland               | Roman Sludnow       | 1:00,16 |
| 2     | Italien                | Domenico Fioravanti | 1:00,47 |
| 3     | Vereinigte Staaten     | Ed Moses            | 1:00,61 |
| 4     | Japan                  | Kōsuke Kitajima     | 1:00,67 |
| 5     | Kanada                 | Morgan Knabe        | 1:01,27 |
| 6     | Ukraine                | Oleh Lissohor       | 1:01,51 |
| 7     | Vereinigtes Königreich | Darren Mew          | 1:01,92 |
| 8     | Frankreich             | Hugues Duboscq      | 1:01,94 |

#### 200m Brust
Finale am 26. Juli
| Platz | Land               | Athlet              | Zeit    |
| ----- | ------------------ | ------------------- | ------- |
| 1     | Vereinigte Staaten | Brendan Hansen      | 2:10,69 |
| 2     | Österreich         | Maxim Podoprigora   | 2:11,09 |
| 3     | Japan              | Kōsuke Kitajima     | 2:11,21 |
| 4     | Italien            | Domenico Fioravanti | 2:11,31 |
| 5     | Vereinigte Staaten | Ed Moses            | 2:11,38 |
| 6     | Australien         | Regan Harrison      | 2:11,51 |
| 7     | Italien            | Davide Rummolo      | 2:12,89 |
| 8     | Tschechien         | Daniel Malek        | 2:13,19 |

### Lagen

#### 200m Lagen
Finale am 26. Juli
| Platz | Land                | Athlet                | Zeit    |
| ----- | ------------------- | --------------------- | ------- |
| 1     | Italien             | Massimiliano Rosolino | 1:59,71 |
| 2     | Vereinigte Staaten  | Tom Wilkens           | 2:00,73 |
| 3     | Australien          | Justin Norris         | 2:00,91 |
| 4     | Trinidad und Tobago | George Bovell         | 2:01,50 |
| 5     | Japan               | Takahiro Mori         | 2:01,54 |
|       | Japan               | Jiro Miki             | 2:01,54 |
| 7     | Italien             | Alessio Boggiatto     | 2:01,76 |
| 8     | Kanada              | Curtis Myden          | 2:02,42 |

#### 400m Lagen
Finale am 28. Juli
| Platz | Land               | Athlet            | Zeit    |
| ----- | ------------------ | ----------------- | ------- |
| 1     | Italien            | Alessio Boggiatto | 4:13,15 |
| 2     | Vereinigte Staaten | Erik Vendt        | 4:15,36 |
| 3     | Vereinigte Staaten | Tom Wilkens       | 4:15,94 |
| 4     | Japan              | Susumu Tabuchi    | 4:18,05 |
| 5     | Australien         | Justin Norris     | 4:18,56 |
| 6     | Kanada             | Brian Johns       | 4:19,75 |
| 7     | Kanada             | Curtis Myden      | 4:19,80 |
| 8     | Japan              | Jiro Miki         | 4:23,11 |

### Staffel

#### Staffel 4 × 100m Freistil
Finale am 22. Juli
| Platz | Land               | Athleten                                                               | Zeit    |
| ----- | ------------------ | ---------------------------------------------------------------------- | ------- |
| 1     | Australien         | Michael Klim Ashley Callus Todd Pearson Ian Thorpe                     | 3:14,10 |
| 2     | Niederlande        | Mark Veens Johan Kenkhuis Klaas-Erik Zwering Pieter van den Hoogenband | 3:14,56 |
| 3     | Deutschland        | Stefan Herbst Torsten Spanneberg Lars Conrad Sven Lodziewski           | 3:17,52 |
| 4     | Schweden           |                                                                        | 3:18,00 |
| 5     | Italien            |                                                                        | 3:19,37 |
| 6     | Russland           |                                                                        | 3:21,63 |
|       | Brasilien          |                                                                        | DSQ     |
|       | Vereinigte Staaten |                                                                        | DSQ     |

#### Staffel 4 × 200m Freistil
Finale am 27. Juli
| Platz | Land                   | Athleten                                                                  | Zeit         |
| ----- | ---------------------- | ------------------------------------------------------------------------- | ------------ |
| 1     | Australien             | Grant Hackett Michael Klim Bill Kirby Ian Thorpe                          | 7:04,66 (WR) |
| 2     | Italien                | Emiliano Brembilla Matteo Pelliciari Andrea Beccari Massimiliano Rosolino | 7:10,86      |
| 3     | Vereinigte Staaten     | Scott Goldblatt Nate Dusing Chad Carvin Klete Keller                      | 7:13,69      |
| 4     | Vereinigtes Königreich |                                                                           | 7:15,60      |
| 5     | Deutschland            |                                                                           | 7:17,29      |
| 6     | Kanada                 |                                                                           | 7:17,80      |
| 7     | Japan                  |                                                                           | 7:20,60      |
| 8     | Russland               |                                                                           | 7:22,44      |

#### Staffel 4 × 100m Lagen
Finale am 28. Juli
| Platz | Land               | Athleten                                                                  | Zeit    |
| ----- | ------------------ | ------------------------------------------------------------------------- | ------- |
| 1     | Australien         | Matt Welsh Regan Harrison Geoff Huegill Ian Thorpe                        | 3:35,35 |
| 2     | Deutschland        | Steffen Driesen Jens Kruppa Thomas Rupprath Torsten Spanneberg            | 3:36,34 |
| 3     | Russland           | Wladislaw Aminow Dmitri Komornikow Wladislaw Kulikow Dmitri Tschernyschow | 3:37,77 |
| 4     | Kanada             |                                                                           | 3:38,23 |
| 5     | Ungarn             |                                                                           | 3:38,29 |
| 6     | Japan              |                                                                           | 3:38,92 |
|       | Vereinigte Staaten |                                                                           | DSQ     |
|       | Niederlande        |                                                                           | DSQ     |

### Freiwasserschwimmen

#### 5 Kilometer
Finale am 16. Juli
| Platz | Land     | Athlet                | Zeit  |
| ----- | -------- | --------------------- | ----- |
| 1     | Italien  | Luca Baldini          | 55:37 |
| 2     | Russland | Jewgeni Besrutschenko | 56:31 |
| 3     | Italien  | Marco Formentini      | 56:42 |

#### 10 Kilometer
Finale am 18. Juli
| Platz | Land     | Athlet                | Zeit    |
| ----- | -------- | --------------------- | ------- |
| 1     | Russland | Jewgeni Besrutschenko | 2:01:04 |
| 2     | Russland | Wladimir Djattschin   | 2:01:06 |
| 3     | Italien  | Fabio Venturini       | 2:01:11 |

#### 25 Kilometer
Finale am 21. Juli
| Platz | Land       | Athlet         | Zeit    |
| ----- | ---------- | -------------- | ------- |
| 1     | Russland   | Juri Kudinow   | 5:25:32 |
| 2     | Frankreich | Stéphane Gomez | 5:26:00 |
| 3     | Frankreich | Stéphane Lecat | 5:26:36 |

## Schwimmwettkämpfe der Frauen

### Freistil

#### 50m Freistil
Finale am 29. Juli
| Platz | Land                   | Athletin          | Zeit  |
| ----- | ---------------------- | ----------------- | ----- |
| 1     | Niederlande            | Inge de Bruijn    | 24,47 |
| 2     | Schweden               | Therese Alshammar | 24,88 |
| 3     | Deutschland            | Sandra Völker     | 24,96 |
| 4     | Vereinigtes Königreich | Alison Sheppard   | 25,00 |
| 5     | Vereinigte Staaten     | Tammie Stone      | 25,10 |
| 6     | Vereinigte Staaten     | Haley Cope        | 25,25 |
| 7     | Deutschland            | Katrin Meißner    | 25,40 |
| 8     | Belarus                | Elena Poptschenko | 25,73 |

#### 100m Freistil
Finale am 25. Juli
| Platz | Land                | Athletin          | Zeit  |
| ----- | ------------------- | ----------------- | ----- |
| 1     | Niederlande         | Inge de Bruijn    | 54,18 |
| 2     | Deutschland         | Katrin Meißner    | 55,07 |
| 3     | Deutschland         | Sandra Völker     | 55,11 |
| 4     | Slowakei            | Martina Moravcová | 55,12 |
| 5     | Belarus             | Elena Poptschenko | 55,19 |
| 6     | Volksrepublik China | Xu Yanwei         | 55,38 |
| 7     | Schweden            | Johanna Sjöberg   | 55,42 |
| 8     | Australien          | Sarah Ryan        | 55,53 |

#### 200m Freistil
Finale am 27. Juli
| Platz | Land                   | Athletin          | Zeit    |
| ----- | ---------------------- | ----------------- | ------- |
| 1     | Australien             | Giaan Rooney      | 1:58,57 |
| 2     | Volksrepublik China    | Yang Yu           | 1:58,78 |
| 3     | Rumänien               | Camelia Potec     | 1:58,85 |
| 4     | Costa Rica             | Claudia Poll      | 1:58,92 |
| 5     | Slowakei               | Martina Moravcová | 1:59,29 |
| 6     | Vereinigtes Königreich | Nicola Jackson    | 1:59,44 |
| 7     | Australien             | Elka Graham       | 1:59,63 |
| 8     | Dänemark               | Mette Jacobsen    | 1:59,64 |

#### 400m Freistil
Finale am 29. Juli
| Platz | Land                | Athletin          | Zeit    |
| ----- | ------------------- | ----------------- | ------- |
| 1     | Ukraine             | Jana Klotschkowa  | 4:07,20 |
| 2     | Costa Rica          | Claudia Poll      | 4:09,15 |
| 3     | Deutschland         | Hannah Stockbauer | 4:09,36 |
| 4     | Russland            | Irina Ufimzewa    | 4:10,17 |
| 5     | Volksrepublik China | Chen Hua          | 4:10,37 |
| 6     | Rumänien            | Camelia Potec     | 4:11,67 |
| 7     | Niederlande         | Carla Geurts      | 4:13,04 |
| 8     | Frankreich          | Alicia Bozon      | 4:15,21 |

#### 800m Freistil
Finale am 23. Juli
| Platz | Land                   | Athletin          | Zeit    |
| ----- | ---------------------- | ----------------- | ------- |
| 1     | Deutschland            | Hannah Stockbauer | 8:24,66 |
| 2     | Vereinigte Staaten     | Diana Munz        | 8:28,84 |
| 3     | Vereinigte Staaten     | Kaitlin Sandeno   | 8:31,45 |
| 4     | Volksrepublik China    | Chen Hua          | 8:31,66 |
| 5     | Schweiz                | Flavia Rigamonti  | 8:33,79 |
| 6     | Vereinigtes Königreich | Rebecca Cooke     | 8:36,67 |
| 7     | Tschechien             | Jana Pechanová    | 8:39,32 |
| 8     | Japan                  | Sachiko Yamada    | 8:45,05 |

#### 1500m Freistil
Finale am 28. Juli
| Platz | Land                   | Athletin          | Zeit     |
| ----- | ---------------------- | ----------------- | -------- |
| 1     | Deutschland            | Hannah Stockbauer | 16:01,02 |
| 2     | Schweiz                | Flavia Rigamonti  | 16:05,99 |
| 3     | Vereinigte Staaten     | Diana Munz        | 16:07,05 |
| 4     | Australien             | Amanda Pascoe     | 16:16,80 |
| 5     | Vereinigtes Königreich | Rebecca Cooke     | 16:20,15 |
| 6     | Vereinigte Staaten     | Kaitlin Sandeno   | 16:28,91 |
| 7     | Japan                  | Sachiko Yamada    | 16:34,43 |
| 8     | Brasilien              | Nayara Ribeiro    | 16:40,37 |

### Schmetterling

#### 50m Schmetterling
Finale am 26. Juli
| Platz | Land                | Athletin              | Zeit  |
| ----- | ------------------- | --------------------- | ----- |
| 1     | Niederlande         | Inge de Bruijn        | 25,90 |
| 2     | Schweden            | Therese Alshammar     | 26,18 |
| 3     | Schweden            | Anna-Karin Kammerling | 26,45 |
| 4     | Vereinigte Staaten  | Natalie Coughlin      | 26,70 |
| 5     | Australien          | Petria Thomas         | 26,91 |
| 6     | Polen               | Otylia Jędrzejczak    | 27,02 |
| 7     | Dänemark            | Karen Egdal           | 27,03 |
| 8     | Volksrepublik China | Ruan Yi               | 27,19 |

#### 100m Schmetterling
Finale am 28. Juli
| Platz | Land               | Athletin           | Zeit    |
| ----- | ------------------ | ------------------ | ------- |
| 1     | Australien         | Petria Thomas      | 58,27   |
| 2     | Polen              | Otylia Jędrzejczak | 58,72   |
| 3     | Japan              | Junko Ōnishi       | 58,88   |
| 4     | Vereinigte Staaten | Mary Descenza      | 59,30   |
| 5     | Schweden           | Johanna Sjöberg    | 59,43   |
| 6     | Vereinigte Staaten | Shelly Ripple      | 59,67   |
| 7     | Israel             | Vered Borochovski  | 59,75   |
| 8     | Russland           | Natalja Sutjagina  | 1:00,00 |

#### 200m Schmetterling
Finale am 23. Juli
| Platz | Land               | Athletin        | Zeit    |
| ----- | ------------------ | --------------- | ------- |
| 1     | Australien         | Petria Thomas   | 2:06,73 |
| 2     | Deutschland        | Annika Mehlhorn | 2:06,97 |
| 3     | Vereinigte Staaten | Kaitlin Sandeno | 2:08,52 |
| 4     | Japan              | Yūko Nakanishi  | 2:09,08 |
| 5     | Dänemark           | Mette Jacobsen  | 2:09,57 |
| 6     | Ungarn             | Éva Risztov     | 2:10,11 |
| 7     | Spanien            | Mireia García   | 2:10,42 |
| 8     | Vereinigte Staaten | Shelly Ripple   | 2:11,09 |

### Rücken

#### 50m Rücken
Finale am 24. Juli
| Platz | Land               | Athletin            | Zeit  |
| ----- | ------------------ | ------------------- | ----- |
| 1     | Vereinigte Staaten | Haley Cope          | 28,51 |
| 2     | Deutschland        | Antje Buschschulte  | 28,53 |
| 3     | Vereinigte Staaten | Natalie Coughlin    | 28,54 |
| 4     | Deutschland        | Sandra Völker       | 28,62 |
| 5     | Rumänien           | Diana Mocanu        | 28,86 |
| 6     | Australien         | Dyana Calub         | 28,89 |
| 7     | Spanien            | Nina Schiwanewskaja | 28,90 |
| 8     | Niederlande        | Hinkelien Schreuder | 28,99 |

#### 100m Rücken
Finale am 28. Juli
| Platz | Land                   | Athletin            | Zeit    |
| ----- | ---------------------- | ------------------- | ------- |
| 1     | Vereinigte Staaten     | Natalie Coughlin    | 1:00,37 |
| 2     | Rumänien               | Diana Mocanu        | 1:00,68 |
| 3     | Deutschland            | Antje Buschschulte  | 1:01,42 |
| 4     | Spanien                | Nina Schiwanewskaja | 1:01,75 |
| 5     | Japan                  | Mai Nakamura        | 1:01,80 |
| 6     | Vereinigtes Königreich | Sarah Price         | 1:01,82 |
| 7     | Japan                  | Hanae Itō           | 1:02,40 |
| 8     | Tschechoslowakei       | Ilona Hlaváčková    | 1:02,60 |

#### 200m Rücken
Finale am 26. Juli
| Platz | Land                   | Athletin            | Zeit    |
| ----- | ---------------------- | ------------------- | ------- |
| 1     | Rumänien               | Diana Mocanu        | 2:09,94 |
| 2     | Russland               | Stanislawa Komarowa | 2:10,43 |
| 3     | Vereinigtes Königreich | Joanna Fargus       | 2:11,05 |
| 4     | Kanada                 | Jennifer Fratesi    | 2:11,16 |
| 5     | Deutschland            | Antje Buschschulte  | 2:11,47 |
| 6     | Australien             | Clementine Stoney   | 2:11,58 |
| 7     | Deutschland            | Nicole Hetzer       | 2:11,68 |
| 8     | Japan                  | Aya Terakawa        | 2:14,12 |

### Brust

#### 50m Brust
Finale am 27. Juli
| Platz | Land                   | Athletin            | Zeit  |
| ----- | ---------------------- | ------------------- | ----- |
| 1     | Volksrepublik China    | Luo Xuejuan         | 30,84 |
| 2     | Vereinigte Staaten     | Kristy Kowal        | 31,37 |
| 3     | Vereinigtes Königreich | Zoe Baker           | 31,40 |
| 4     | Vereinigte Staaten     | Megan Quann         | 31,50 |
| 5     | Australien             | Brooke Hanson       | 31,87 |
| 6     | Italien                | Roberta Crescentini | 31,96 |
| 7     | Deutschland            | Sarah Poewe         | 32,03 |
| 8     | Ungarn                 | Ágnes Kovács        | 32,05 |

#### 100m Brust
Finale am 23. Juli
| Platz | Land                | Athletin       | Zeit    |
| ----- | ------------------- | -------------- | ------- |
| 1     | Volksrepublik China | Luo Xuejuan    | 1:07,18 |
| 2     | Australien          | Leisel Jones   | 1:07,96 |
| 3     | Ungarn              | Ágnes Kovács   | 1:08,50 |
| 4     | Deutschland         | Sarah Poewe    | 1:08,52 |
| 5     | Vereinigte Staaten  | Megan Quann    | 1:08,80 |
| 6     | Vereinigte Staaten  | Kristy Kowal   | 1:08,92 |
| 7     | Österreich          | Mirna Jukić    | 1:09,49 |
| 8     | Kanada              | Rhiannon Leier | 1:09,90 |

#### 200m Brust
Finale am 25. Juli
| Platz | Land                | Athletin         | Zeit    |
| ----- | ------------------- | ---------------- | ------- |
| 1     | Ungarn              | Ágnes Kovács     | 2:24,90 |
| 2     | Volksrepublik China | Qi Hui           | 2:25,09 |
| 3     | Volksrepublik China | Luo Xuejuan      | 2:25,29 |
| 4     | Australien          | Leisel Jones     | 2:25,46 |
| 5     | Vereinigte Staaten  | Kristy Kowal     | 2:25,84 |
| 6     | Rumänien            | Beatrice Câșlaru | 2:25,92 |
| 7     | Russland            | Olga Bakaldina   | 2:26,83 |
| 8     | Österreich          | Mirna Jukić      | 2:27,96 |

### Lagen

#### 200m Lagen
Finale am 27. Juli
| Platz | Land                | Athletin          | Zeit    |
| ----- | ------------------- | ----------------- | ------- |
| 1     | Vereinigte Staaten  | Martha Bowen      | 2:11,93 |
| 2     | Ukraine             | Jana Klotschkowa  | 2:12,30 |
| 3     | Volksrepublik China | Qi Hui            | 2:12,46 |
| 4     | Russland            | Oxana Werewka     | 2:13,62 |
| 5     | Rumänien            | Beatrice Câșlaru  | 2:13,78 |
| 6     | Vereinigte Staaten  | Cristina Teuscher | 2:14,82 |
| 7     | Japan               | Tomoko Hagiwara   | 2:14,93 |
| 8     | Deutschland         | Annika Mehlhorn   | 2:15,15 |

#### 400m Lagen
Finale am 22. Juli
| Platz | Land                | Athletin         | Zeit    |
| ----- | ------------------- | ---------------- | ------- |
| 1     | Ukraine             | Jana Klotschkowa | 4:36,98 |
| 2     | Vereinigte Staaten  | Martha Bowen     | 4:39,06 |
| 3     | Rumänien            | Beatrice Câșlaru | 4:39,33 |
| 4     | Volksrepublik China | Qi Hui           | 4:41,64 |
| 5     | Vereinigte Staaten  | Kaitlin Sandeno  | 4:43,13 |
| 6     | Deutschland         | Nicole Hetzer    | 4:44,77 |
| 7     | Japan               | Tomoko Hagiwara  | 4:48,47 |
| 8     | Japan               | Ayame Sato       | DSQ     |

### Staffel

#### Staffel 4 × 100m Freistil
Finale am 23. Juli
| Platz | Land                   | Athletinnen                                                     | Zeit    |
| ----- | ---------------------- | --------------------------------------------------------------- | ------- |
| 1     | Deutschland            | Petra Dallmann Antje Buschschulte Katrin Meißner Sandra Völker  | 3:39,58 |
| 2     | Vereinigte Staaten     | Colleen Lanne Erin Phenix Maritza Correia Courtney Shealy       | 3:40,80 |
|       | Vereinigtes Königreich | Alison Sheppard Melanie Marshall Rosalind Brett Karen Pickering | 3:40,80 |
| 4     | Schweden               |                                                                 | 3:41,18 |
| 5     | Volksrepublik China    |                                                                 | 3:41,32 |
| 6     | Australien             |                                                                 | 3:42,01 |
| 7     | Japan                  |                                                                 | 3:43,07 |
| 8     | Italien                |                                                                 | 3:44,67 |

#### Staffel 4 × 200m Freistil
Finale am 25. Juli
| Platz | Land                   | Athletinnen                                                 | Zeit    |
| ----- | ---------------------- | ----------------------------------------------------------- | ------- |
| 1     | Vereinigtes Königreich | Nicola Jackson Janine Belton Karen Legg Karen Pickering     | 7:58,69 |
| 2     | Deutschland            | Silvia Szalai Sara Harstick Hannah Stockbauer Meike Freitag | 8:01,35 |
| 3     | Japan                  | Maki Mita Tomoko Hagiwara Tomoko Nagai Eri Yamanoi          | 8:02,97 |
| 4     | Kanada                 |                                                             | 8:06,42 |
| 5     | Spanien                |                                                             | 8:06,55 |
| 6     | Italien                |                                                             | 8:08,56 |
|       | Australien             |                                                             | DSQ     |
|       | Vereinigte Staaten     |                                                             | DSQ     |

#### Staffel 4 × 100m Lagen
Finale am 29. Juli
| Platz | Land                   | Athletinnen                                            | Zeit    |
| ----- | ---------------------- | ------------------------------------------------------ | ------- |
| 1     | Australien             | Dyana Calub Leisel Jones Petria Thomas Sarah Ryan      | 4:01,50 |
| 2     | Vereinigte Staaten     | Natalie Coughlin Megan Quann Mary Descenza Erin Phenix | 4:01,81 |
| 3     | Volksrepublik China    | Zhan Shu Luo Xuejuan Ruan Yi Xu Yanwei                 | 4:02,53 |
| 4     | Deutschland            |                                                        | 4:03,06 |
| 5     | Japan                  |                                                        | 4:06,44 |
| 6     | Vereinigtes Königreich |                                                        | 4:06,66 |
| 7     | Russland               |                                                        | 4:07,58 |
| 8     | Kanada                 |                                                        | 4:08,10 |

### Freiwasserschwimmen

#### 5 Kilometer
Finale am 16. Juli
| Platz | Land        | Athletin     | Zeit    |
| ----- | ----------- | ------------ | ------- |
| 1     | Italien     | Viola Valli  | 1:00:23 |
| 2     | Deutschland | Peggy Büchse | 1:00:49 |
| 3     | Australien  | Hayley Lewis | 1:00:52 |

#### 10 Kilometer
Finale am 18. Juli
| Platz | Land        | Athletin       | Zeit    |
| ----- | ----------- | -------------- | ------- |
| 1     | Deutschland | Peggy Büchse   | 2:17:32 |
| 2     | Russland    | Irina Abyssowa | 2:17:47 |
| 3     | Niederlande | Edith van Dijk | 2:17:52 |

#### 25 Kilometer
Finale am 21. Juli
| Platz | Land        | Athletin       | Zeit    |
| ----- | ----------- | -------------- | ------- |
| 1     | Italien     | Viola Valli    | 5:56:51 |
| 2     | Niederlande | Edith van Dijk | 6:00:36 |
| 3     | Deutschland | Angela Maurer  | 6:06:19 |

## Synchronschwimmen

### Solo
Finale am 19. Juli
| Platz | Land       | Athletin        | Punkte |
| ----- | ---------- | --------------- | ------ |
| 1     | Russland   | Olga Brusnikina | 99,667 |
| 2     | Frankreich | Virginie Dedieu | 98,800 |
| 3     | Japan      | Miya Tachibana  | 97,800 |

### Duett
Finale am 20. Juli
| Platz | Land     | Athletinnen                                | Punkte |
| ----- | -------- | ------------------------------------------ | ------ |
| 1     | Japan    | Miya Tachibana Miho Takeda                 | 99,400 |
| 2     | Russland | Anastassija Dawydowa Anastassija Jermakowa | 98,600 |
| 3     | Kanada   | Claire Carver-Dias Fanny Létourneau        | 96,867 |

### Team
Finale am 21. Juli
| Platz | Land     | Athletinnen | Punkte |
| ----- | -------- | --- | ------ |
| 1     | Russland | Elwira Chassjanowa Anastassija Dawydowa Anastassija Jermakowa Jelena Owtschinnikowa Swetlana Petratschina Anna Schorina Julija Tschestakowitsch Irina Tolkatschewa | 99,500 |
| 2     | Japan    | Michiyo Fujimaru Saho Harada Naoko Kawashima Satue Hokoda Emiko Suzuki Juri Tatsumi Chiaki Watanabe Yūko Yoneda                                                    | 98,333 |
| 3     | Kanada   | Claire Carver-Dias Amy Caskey Erin Chan Jessica Chase Catherine Garceau Lynn Johnson Fanny Létourneau Sara Petrov                                                  | 97,500 |

## Kunst- und Turmspringen Männer

### 1 Meter
Finale am 27. Juli
| Platz | Land                | Athlet              | Punkte |
| ----- | ------------------- | ------------------- | ------ |
| 1     | Volksrepublik China | Wang Feng           | 444,03 |
| 2     | Volksrepublik China | Wang Tianling       | 433,14 |
| 3     | Russland            | Alexander Dobroskok | 414,21 |
| 4     | Vereinigte Staaten  | Thomas Davidson     | 369,60 |
| 5     | Vereinigte Staaten  | Troy Dumais         | 365,76 |
| 6     | Australien          | Shannon Roy         | 354,81 |

### 3 Meter
Finale am 24. Juli
| Platz | Land                   | Athlet          | Punkte |
| ----- | ---------------------- | --------------- | ------ |
| 1     | Russland               | Dmitri Sautin   | 725,82 |
| 2     | Volksrepublik China    | Wang Tianling   | 717,27 |
| 3     | Japan                  | Ken Terauchi    | 712,38 |
| 4     | Volksrepublik China    | Peng Bo         | 712,29 |
| 5     | Australien             | Robert Newbery  | 659,28 |
| 6     | Mexiko                 | Fernando Platas | 659,07 |
| 7     | Deutschland            | Andreas Wels    | 648,42 |
| 8     | Vereinigtes Königreich | Tony Ally       | 615,69 |

### 10 Meter
Finale am 29. Juli
| Platz | Land                | Athlet              | Punkte |
| ----- | ------------------- | ------------------- | ------ |
| 1     | Volksrepublik China | Tian Liang          | 688,77 |
| 2     | Kanada              | Alexandre Despatie  | 670,95 |
| 3     | Australien          | Mathew Helm         | 670,23 |
| 4     | Kuba                | José Antonio Guerra | 659,40 |
| 5     | Deutschland         | Jan Hempel          | 608,88 |
| 6     | Volksrepublik China | Hu Jia              | 604,59 |
| 7     | Deutschland         | Heiko Meyer         | 586,86 |
| 8     | Vereinigte Staaten  | Mark Ruiz           | 584,10 |

### Synchron 3 Meter
Finale am 22. Juli
| Platz | Land                   | Athleten                          | Punkte |
| ----- | ---------------------- | --------------------------------- | ------ |
| 1     | Volksrepublik China    | Peng Bo Wang Kenan                | 342,63 |
| 2     | Mexiko                 | Joel Rodríguez Fernando Platas    | 338,49 |
| 3     | Russland               | Alexander Dobroskok Dmitri Sautin | 335,19 |
| 4     | Vereinigtes Königreich | Tony Ally Mark Shipman            | 319,38 |
| 5     | Deutschland            | Andreas Wels Tobias Schellenberg  | 310,68 |
| 6     | Australien             | Steven Barnett Robert Newbery     | 307,08 |
| 7     | Vereinigte Staaten     | Thomas Davidson Troy Dumais       | 284,94 |
| 8     | Spanien                | Rafael Álvarez José Miguel Gil    | 282,72 |

### Synchron 10 Meter
Finale am 26. Juli
| Platz | Land                | Athleten                           | Punkte |
| ----- | ------------------- | ---------------------------------- | ------ |
| 1     | Volksrepublik China | Tian Liang Hu Jia                  | 361,41 |
| 2     | Mexiko              | Eduardo Rueda Fernando Platas      | 336,63 |
| 3     | Ukraine             | Roman Wolodkow Anton Sacharow      | 336,06 |
| 4     | Australien          | Robert Newbery Mathew Helm         | 323,85 |
| 5     | Deutschland         | Heiko Meyer Jan Hempel             | 322,80 |
| 6     | Russland            | Roman Kormilitsin Igor Lukaschin   | 318,90 |
| 7     | Vereinigte Staaten  | Mark Ruiz Kyle Prandi              | 307,56 |
| 8     | Kuba                | Erick Fornaris José Antonio Guerra | 284,10 |

## Kunst- und Turmspringen Frauen

### 1 Meter
Finale am 23. Juli
| Platz | Land                | Athletin        | Punkte |
| ----- | ------------------- | --------------- | ------ |
| 1     | Kanada              | Blythe Hartley  | 300,81 |
| 2     | Volksrepublik China | Wu Minxia       | 297,57 |
| 3     | Volksrepublik China | Zhang Jing      | 294,15 |
| 4     | Deutschland         | Heike Fischer   | 280,05 |
| 5     | Deutschland         | Conny Schmalfuß | 277,68 |
| 6     | Australien          | Irina Laschko   | 252,81 |

### 3 Meter
Finale am 27. Juli
| Platz | Land                | Athletin        | Punkte |
| ----- | ------------------- | --------------- | ------ |
| 1     | Volksrepublik China | Guo Jingjing    | 596,67 |
| 2     | Australien          | Irina Laschko   | 552,39 |
| 3     | Russland            | Julia Pachalina | 543,54 |
| 4     | Russland            | Wera Iljina     | 541,35 |
| 5     | Schweden            | Anna Lindberg   | 530,10 |
| 6     | Italien             | Tania Cagnotto  | 503,73 |
| 7     | Deutschland         | Ditte Kotzian   | 498,99 |
| 8     | Kasachstan          | Irina Wygusowa  | 495,15 |

### 10 Meter
Finale am 25. Juli
| Platz | Land                | Athletin              | Punkte |
| ----- | ------------------- | --------------------- | ------ |
| 1     | Volksrepublik China | Xu Mian               | 532,65 |
| 2     | Volksrepublik China | Duan Qing             | 522,54 |
| 3     | Australien          | Loudy Tourky          | 511,50 |
| 4     | Ukraine             | Olena Schupina        | 507,90 |
| 5     | Kanada              | Myriam Boileau        | 481,11 |
| 6     | Japan               | Takiri Miyazaki       | 480,78 |
| 7     | Deutschland         | Annika Walter         | 461,34 |
| 8     | Russland            | Swetlana Timoschinina | 458,67 |

### Synchron 3 Meter
Finale am 26. Juli
| Platz | Land                | Athletinnen                                 | Punkte |
| ----- | ------------------- | ------------------------------------------- | ------ |
| 1     | Volksrepublik China | Wu Minxia Guo Jingjing                      | 347,31 |
| 2     | Russland            | Julia Pachalina Wera Iljina                 | 320,61 |
| 3     | Deutschland         | Ditte Kotzian Conny Schmalfuß               | 303,03 |
| 4     | Ukraine             | Olena Schupina Ganna Sorokina               | 293,40 |
| 5     | Australien          | Loudy Tourky Chantelle Michell              | 281,34 |
| 6     | Mexiko              | Paola Espinosa Laura Sánchez                | 280,74 |
| 7     | Vereinigte Staaten  | Rachelle Kunkel Kimiko Hirai-Soldati        | 275,70 |
| 8     |                     | Anastasija Saliwontschik Swetlana Alexejewa | 274,95 |

### Synchron 10 Meter
Finale am 22. Juli
| Platz | Land                | Athletinnen                                  | Punkte |
| ----- | ------------------- | -------------------------------------------- | ------ |
| 1     | Volksrepublik China | Duan Qing Sang Xue                           | 329,94 |
| 2     | Russland            | Jewgenija Olschewskaja Swetlana Timoschinina | 306,90 |
| 3     | Japan               | Takiri Miyazaki Emi Otsuki                   | 297,00 |
| 4     | Österreich          | Marion Reiff Anja Richter                    | 279,78 |
| 5     | Australien          | Rebecca Gilmore Loudy Tourky                 | 274,92 |
| 6     | Vereinigte Staaten  | Nicole Pohorenec Kimiko Hirai-Soldati        | 269,49 |
| 7     | Deutschland         | Ditte Kotzian Annett Gamm                    | 264,42 |
| 8     | Ukraine             | Olga Leonowa Olena Schupina                  | 255,48 |

## Wasserball Männer
Bei den Männern konnte sich Spanien gegen Jugoslawien mit 4:2 durchsetzen und wurde Weltmeister
| Platz | Land               |
| ----- | ------------------ |
| 1     | Spanien            |
| 2     | BR Jugoslawien     |
| 3     | Russland           |
| 4     | Italien            |
| 5     | Ungarn             |
| 6     | Griechenland       |
| 7     | Vereinigte Staaten |
| 8     | Kroatien           |

- Finale
- ESP – YUG 4:2
- Spiel um Platz 3
- ITA – RUS 6:7
- Spiel um Platz 5
- GRE – HUN 5:8
- Spiel um Platz 7
- CRO – USA 9:10

## Wasserball Frauen
| Platz | Land               |
| ----- | ------------------ |
| 1     | Italien            |
| 2     | Ungarn             |
| 3     | Kanada             |
| 4     | Vereinigte Staaten |
| 5     | Australien         |
| 6     | Russland           |
| 7     | Griechenland       |
| 8     | Kasachstan         |

- Finale
- ITA – HUN 7:3
- Spiel um Platz 3
- USA – CAN 5:6
- Spiel um Platz 5
- AUS – RUS 8:6
- Spiel um Platz 7
- GRE – KAZ 7:2